# Грязовецьке міське поселення
Гря́зовецьке міське поселення (рос. Грязовецкое городское поселение) — міське поселення у складі Грязовецького району Вологодської області Росії.
Адміністративний центр — місто Грязовець.

## Населення
Населення міського поселення становить 15005 осіб (2019; 15734 у 2010, 16412 у 2002).

## Історія
Міське поселення утворено 2006 року з міста Грязовець, присілка Пирогово Перцевської сільської ради та присілка Свистуново Ростиловської сільської ради.

## Склад
До складу сільського поселення входять:
| Населений пункт      | Населення, осіб (2002) | Населення, осіб (2010) |
| -------------------- | ---------------------- | ---------------------- |
| Грязовець, місто     | 16172                  | 15528                  |
| Пирогово, присілок   | 206                    | 180                    |
| Свистуново, присілок | 34                     | 26                     |